# Kloot Per W
Kloot Per W (geboren als Claude Perwez, Watermaal-Bosvoorde, 1955) is een Vlaamse zanger, multi-instrumentalist, graficus, en illustrator.

## Biografie
Kloot Per W begon als bassist bij The Misters en vervolgens als gitarist bij The Employees. Daarna ging hij solo met op zijn eerste titelloze lp voor EMI een vroege versie van Jungle, een herwerking van Why Do All Those Men en een Nederlandstalig nummer Ave Maria (Bij de Veldkapel).
In 1986 haalde hij de finale van Humo's Rock Rally, maar de jury was verdeeld: de ene helft vond dat hij door zijn leeftijd (toen 30) en zijn ervaring bij onder andere The Misters niet had mogen deelnemen aan de wedstrijd voor nieuw talent, de andere helft vond hem de uitgesproken winnaar omdat hij zichzelf helemaal had heruitgevonden. Hij won een fikse geldprijs van SABAM voor de beste song en act.
Hij bracht zijn werk uit op minimaal geproduceerde cassettes (Lo Fi en D.I.Y.) wat in 2000 de basis werd voor de driedelige cd-box Moon. Daarnaast speelde hij bij Polyphonic Size, een door Jean-Jacques Burnel geproduceerde Brusselse electrorockcollectief, The Sam Cooke singers, De Kreuners, De Lama's en Strictly Rockers. In 1988 scoorde hij zijn grootste hit met Candy in een productie van Dirk Blanchart en met zang van Mich Van Hautem. In 1995 werd deze single heruitgebracht met leadzangeres Isabelle A. Begin jaren 90 werkte hij bij Studio Brussel als bedenker en samensteller van Metalopolis.
In 2001 produceerde hij de dubbel-cd 1, 2, 3, 4... A Lo-Fi Ramones Tribute met zelf ingespeelde covers. Rond 2005 speelde hij samen met Wim Punk, Luckas Vander Taelen, Bea Van der Maat, Big Bill, Shake Mazimpake en Urundi Lack van La Fille d'Ernest bij The Belpop Bastards. Eind 2011 nam die voor de actie 1212 in klassieke Band Aid-modus met een resem Belpoppers en acteurs van Thuis de single 'You' op, een cover van de Belpop-klassieker van Scooter.
Verder speelde hij samen met William Souffreau in het duo Old School; als bassist/arrangeur bij het heropgerichte Polyphonic Size. Als muzikant-acteur verzorgde hij samen met Luckas Vander Taelen de tragikomische theaterstukken Uit de hemel Gevallen, Marina, Verojekes Van Oever Twoater, in beide landsdelen en in de Koninklijke loge in het Brusselse centraal station.
In 2006-2007 bracht hij twee cd's uit onder de naam Clone met onder meer Miek en Roel, Mauro Pawlowski, Kid Safari, Axl Peleman, The Romans en Bert De Coninck. Op de eerste cd wordt ieder nummer gezongen door bekende stemmen zoals Eva De Roovere, Guy Swinnen, Patrick Riguelle, Paul Despiegelaere en Els Helewaut. De tweede cd Imagine No John Lennon is gevuld met covers van John Lennon en hoort bij een boek van Robert van Yper over Lennon.
In 2008 bracht hij de cd History of the World Part One in samenwerking met de Amerikaanse cultproducer Mark Kramer. De productie kwam tot stand via internet en kreeg lichte internationale erkenning. In 2009 neemt met steun van de gemeente Tervuren een cd op in het Tervurens dialect.
Kloot Per W produceerde platen voor Belgische rockgroepen zoals Spiral of Silence, The Romans, The Candymen, Fat's Garden, De Lama's, Prediker, The Bungalows, Lipstick Traces, Golden Green, The Killer T Bag (met Luc Crabbe van Betty Goes Green), Faylon, Golden Galaxy Jerks, Moonlight Crow (met Revenge 88-leden Dubbe en Misten) en The Killbots en vele anderen. Hij maakte duetplaten met zangeressen Isabelle A, Bea Van Der Maat, Mich Van Hautem en An Pierlé. Hij speelde mee op cd's van onder andere The Paranoiacs, Sunriders en William Souffreau.
Eind 2012 verscheen de vinyl/cassette-compilatie "Playback With A Switch" op het kleine Antwerpse Walhalla records en werkte hij samen met tekenaar Kim Duchateau (Philtman and Kang/The Lama Home Orchestra) aan een 'vinyl-only-release' op diens eigen label. Kloot Per W werkte recent samen met Buscemi en Debby Termonia (Gentlemen of Verona) aan het project Chop Chicks, had een redelijke radiohit met Evil-Ientje, een bewerking van en door Bert De Coninck voorzien van een nieuwe tekst.
2014 begon met vijf bijna simultane uitgaven: een beperkte Starman Records-luxeboxuitgave van Music For Girls op cassette om de 50e verjaardag van de uitvinding van de cassette te vieren en tevens de dertigjarige verjaardag van MFG zelf. EEtapes bracht een ep uit met vier songs uit de Sex Wars-cassette. Een single met de Franse band Sandie Trash met twee Per W-co-writings. De Chop Chicks-single kwam uit op Starman Records en werd redelijk goed ontvangen, optredens volgen tegen de zomer.
Buscemi (Dirk Swartenbroekx) maakte ook een remix van Victoria van Lavvi Ebbel die ook op het album Guns and Crêpe Flambée zal staan (Starman Records). Een KPW-nummer (L'Europe) was terug te vinden op de minimal wave-compilatie nummer vier van Walhalla Records. In 2017 werkte hij samen met Mauro Pawlowski onder de naam Per W/Pawlowski aan een nieuwe plaat die uiteindelijk pas in maart 2019 het licht zou zien. Insider/Outsider was aanvankelijk een conceptalbum maar Per W en Pawlowski brachten eind 2019 toch enkele live concerten. Nummers als ‘Land of the most forgotten’ werden regelmatig gedraaid op Radio 1.
Kloot ging daarna afzonderlijk samenwerken met Rudy Trouvé en Katteman. Met Rudy Trouvé werkte hij samen aan animatieloops en brachten zij in 2019 ook Cassette No3 uit met de semi Youtube-hit POVISOIR, dit werd een klein jaar later gevolgd door een samenwerking die de twee aangingen met Marcel Vanthilt onder de naam Sek Tah, tot nu toe verschenen de singles Salade en de LP Pikdorser.
Van Per W en Katteman verscheen op het Vintage Underground-label eerst Pinguïn als download en later in mei 2020 de full cd Techno Bluezers (met Pinguïn als extra).
Oktober 2019 richtte hij zijn eigen band The Kloot Per W Group op en hij verzorgde live optredens met oude klasgenoot en vriend Jan Hautekiet. Die eerste single van The Kloot Per W Group, een cover van een oud Polyphonic Size-nummer Je T'ai Toujours Aimée, kwam in volle coronacrisis uit in een productie van Pascal Deweze die ook de Franstalige lp Arbre A Filles voor zijn rekening nam en in de aangrenzende landen op zeer goeie kritieke stuitte. Perwez produceerde ook samen met Guus Fluit de allereerste EP van het achtkoppige Shweeny.

## Grafisch werk
In de punkperiode had hij z'n eigen fanzine AZZMA waarvoor hij de lay-out verzorgde en strips tekende die later ook in het rockblad Riff Raff gepubliceerd werden. In 1986 begon hij met pasteltekeningen op groot formaat papier en z'n eerste tentoonstelling. Hij ontwierp niet enkel platenhoezen voor diverse groepen en Studio Brussel-verzamel-cd's maar ook boekcovers voor onder andere uitgeverij EPO en andere publicaties.
Kloot schakelde een paar jaar geleden over naar acryl op doek, en sloot zich aan bij de beweging van punkrocker Billy Childish het 'stuckisme' (de kunst van het blijven steken (to be stuck) in het figuratieve met een houding van 'we weten het wel, we weten wel dat het NU anders moet maar we tekenen graag en zien graag felle kleuren en willen het simpel houden om naar te kijken, geen grote boodschappen of cynische decadentie). Dit als reactie op de veel te veel aandacht opslorpende conceptuele-ideeënkunst van tegenwoordig.
Kloot Per W zelf noemt zijn werk met graagte popart, felle kleuren en simplistische lijnen. Door sommigen wordt hij honend gezien als die muzikant die ook schildert maar hij werd reeds twee keer geselecteerd voor de Canvascollectie, en exposeerde bovendien wel reeds een vijftigtal keer met succes in het binnenland en in Duitsland, Nederland en Spanje.
Zijn werken werden al gezien op de Gentse Feesten, de AB in Brussel en in menig cultureel centrum in België. Samen met onder anderen de kunstenaars-coloristen Hugo Tanghe en Cloo Potloot bundelt hij jaarlijks in het najaar de krachten voor de United Colours-expo in de Mix Art gallery in Sint-Martens-Bodegem.
Van 11 februari tot 23 maart 2012 stelde hij nieuw werk tentoon in de WOW Gallery hartje Brussel. In februari 2014 stelde Kloot Per W tentoon in Het Spaans Huis in het Park van Tervuren. Begin september 2014 was er een dubbele expo in CC De Werf In Aalst met werk van Kloot en Potloot. United Colours nam een nieuwe wending toen Werner Pans zich bij hen aansloot en zij een tentoonstelling hielden in de pop-up-galerij Au Fond Du Bois in Tervuren.
Hij ging een samenwerking aan met de West Vlaamse kubist Julien. Samen werkten ze op elkaars werk onder de naam Perlien. Ook met Rudy Trouvé werd er op grafisch gebied samengewerkt.
Naast een muzikale en grafische carrière is Kloot Per W ook sinds begin jaren '80 in de weer als gitaarleraar, het begon met workshops in jeugdhuizen of muziekcentra zoals o.a. Destelheide in Dworp, De Kreun in Bissegem of De Klinker in Aarschot. Later werd hij vast lesgever bij Noisegate in Ternat en Hama Rillaar. Tot zijn bekendste leerlingen behoren Jan Paternoster van Black Box Revelation en Sander Cliquet van Barefoot and The Shoes...

## Discografie
Soloalbums:

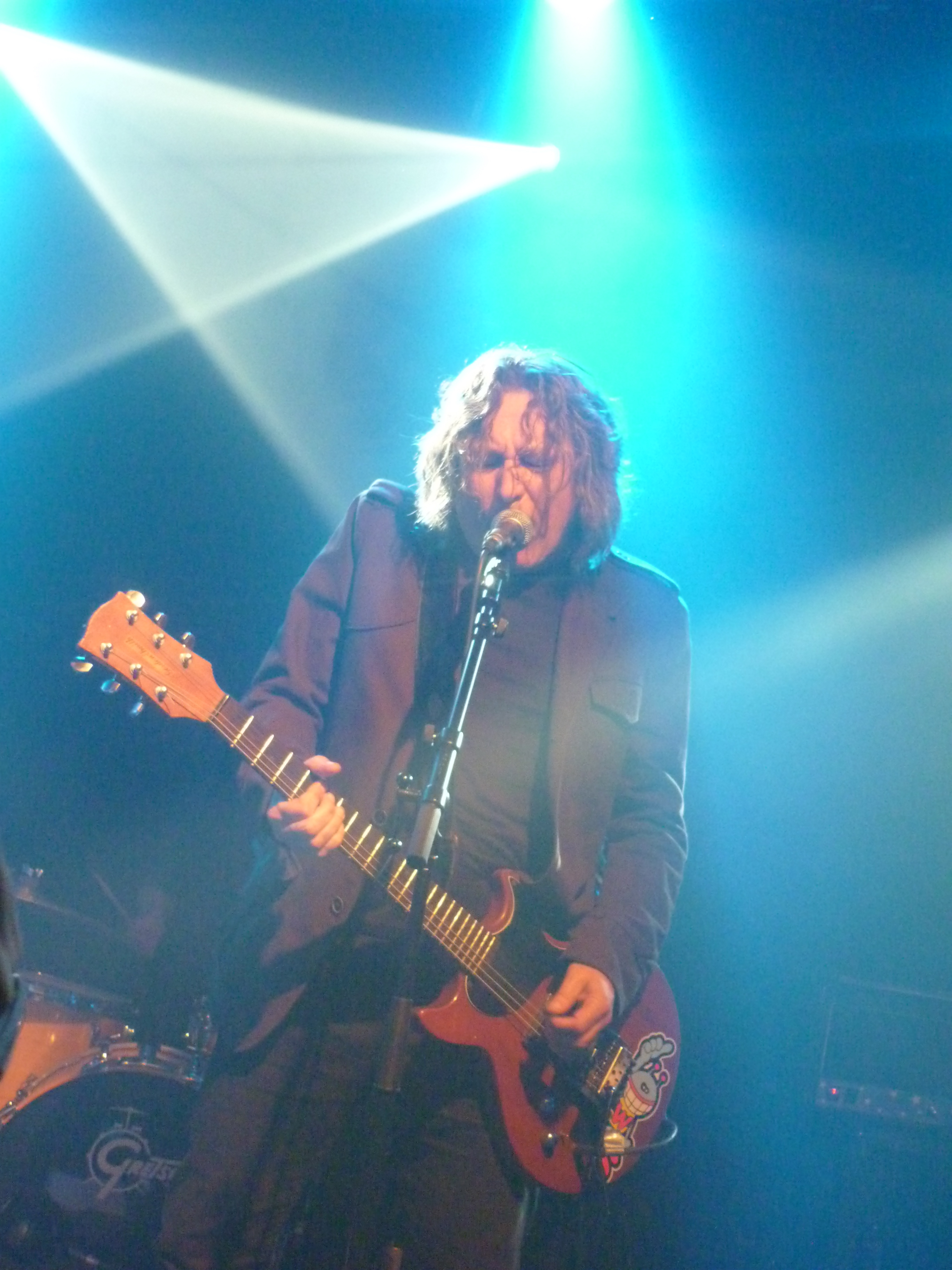
Optreden van Kloot Per W in 2009

- Only The LonelyReel to reel Tape (1978)
- Music for girls (1980)
- Tubescreamer Fm Bruxel Society tape (1980)
- Sex Wars (1980)
- Murder Music (1981)
- Songs in Disguise (1981)
- Alcohol (1981)
- Kloot Per W (1987)
- Harcore Lo Fi Disco (1990)
- The XXXX of Kloot Per W (1995)
- Kill Pretty Weirdo (1997)
- Manalog (1999)
- 1, 2, 3, 4... A Lo-Fi Ramones Tribute (2001)
- Boss Drum (2000)
- Moon: a three cd cassette anthology (2001)
- Clone version 0.1 (2005)
- Clone version 0.2 Imagine No John Lennon (2005)
- KPW 50Y (2005)
- History of the World Part One (2007)
- Sloppel Terveure (2009)
- Standard#7-30 Songs of Love and Hate (2011)
- Playback With A Switch (A Cassette Anthology 1978-1982) (2012) S
- Evil-Ientje/Like'n'Share/Gai Tricheur/Harlots House (2013)
- Music For Girls luxe box (2014)
- Minimal Wave The 7 inches (2015)
- Nice Shape Chop Chicks (2014)
- Sex Wars (ep, 2014)
- Quand je serai grande je serai PUNK Johnny Jane/Mon Amour Sandie Trash (2014)
- In Mijn Kop single (2014)
- Compilation Insane 80's/track Sex Wars 1 (2014)
- The Wide Album The Claudio Serpentino (2015)
- Sandie Trash (F)" Tu feut Monter dans Le wagon (2016)
- Land of the Most Forgotten Per W-Pawlowski (2017)
- Inhale slowly and feel (2018)
- Drill (2018)
- Tes Cuisses" (F) (2018)
- Insider/Outsider Per W-Pawlowski (2019)
- Tekno Bluezers + Pinguïn (EP) Kloot Per W & Katteman (2020)
- Cassette nr 3 Per W/Trouvé
- Skully & The Hipster Mafia Kloot Per W & Katteman (2020)
- Je t'ai Toujours Aimée (single) The Kloot Per W Group (2020)
- Here's to Y'all Snowflakes!! A Bananafishing X Mas Compilation Tape (2021)
- Covid Colabs RAZWA (With Butzenzeller.)
- Cromwell 37° EP (2021)
- Toll Spiral of Silence (2021)
- Nuits Blanches 10 inch EP. (2021)
- Spiral Of Silende Wish (2021)
- Arbre A filles single (2022)
- Je Suis La Mort single (2022)
- Arbre A filles CD/MC/LP (2022)
- Sektah(Per W/Trouvé/Vanthilt) Salade (2022)
- Linkerhand: Frère Sérieux (Kloot Per W writer and producer.)(2022)
- Get In the car Spiral Of Silence single (2022)
- Landmark : Spiral of Silence EP (2022)
- Girl on the Phone single (2022)
- A La Fin De La Fin (2023)
- Héros (single) (2023)
- Sek Tah : Pikdorser (2023)